# Limbarda crithmoides
La botja groga (Limbarda crithmoides) és una espècie de planta amb flors del gènere Limbarda dins la família de les asteràcies (Asteraceae). És una planta nativa de l'Europa mediterrània i la del nord-oest, l'Àsia mediterrània i el nord d'Àfrica.
Addicionalment pot rebre els noms de fenoll marí, fonoll marí, herba cavallar, herba de dolor, olivarda, olivarda carnosa, salsó, salsona i salvió.
Les seves fulles són comestibles i autòctona als Països Catalans. És una planta halòfita que es troba a la vora de la mar i en terrenys salins de l'interior de la Vall de l'Ebre i la conca del Vinalopó, des del nivell del mar fins als 500 m.
Són plantes perennes que fan fins a 1 m d'alçada, són mates llenyoses glabres (sense pilositat). Les fulles són estretes i carnoses i sense pecíol (sèssils) de fins a 4, 5 cm de llarg. La planta té capítols grossos (15 cm) de flors, els pètals són grocs. Els fruits són aquenis pilosos de 2 a 3 mm.
Les fulles joves són comestibles crues o cuites.